# 悪魔城ドラキュラ サークル オブ ザ ムーン
『悪魔城ドラキュラ サークル オブ ザ ムーン』（あくまじょうドラキュラ サークル オブ ザ ムーン、北米: Castlevania: Circle of the Moon、欧州: Castlevania）は、コナミから2001年3月21日に発売されたゲームボーイアドバンス用ソフトのアクションRPG。ゲームボーイアドバンスの本体同時発売ソフトとなった悪魔城ドラキュラシリーズのGBA1作目。シリーズでは『悪魔城ドラキュラX 月下の夜想曲』（1997年）に次ぐ2作目の探索型アクションRPG。
本作のセールスは好調で特に欧米版がよく売れ、2001年7月23日（発売は6月）にコナミは、欧米市場で50万本（北米30万本・欧州20万本）の売上を突破したと発表している。
2021年9月24日には『Castlevania Advance Collection』の収録タイトルの一つとして配信開始された。2025年7月31日にはパッケージ版が発売される。

## システム
本作はステージマップを行き来してアイテムなどを収集しつつ探索していくタイプのレベル制のアクションRPGである。師匠と兄弟子とともに悪魔城に乗り込んだヴァンパイアキラーの主人公ネイサンが、囚われた師を助け、復活したドラキュラを倒すため、城内を探索していく。本作の特徴として、カードの組み合わせにより武器や能力などが変化し様々な技が出せるデュアルセットアップシステム（DSS）がある。ゲームシステムに「カード」という概念を取り入れたのはシリーズ初である。
基本武器は鞭だけだが（シリーズ恒例のサブウェポンはある）、本作の新システム・DSSにより様々な武器を使える。DSSは神話の神々が描かれた「動作」カードと伝説の生物達の「属性」カードの2種に分かれるカードから1枚ずつ、2枚のカードを選び組み合わせることで、特殊能力や技を使える。また装備防具やアイテムはロウソクや敵を倒すことで入手ができる。ショップは存在しない。敵キャラクターはゲームを進めてから以前に攻略したエリアに戻ると、登場する敵が強いものに変わっているエリアもある。
クリア後に、主人公のネーミングによって様々なモードが用意されている。ネイサンのDSSカードやサブウェポン・ステータスなど能力（職業）変化した状態でまた新たに最初からプレイできる。1つのモードでクリアするごとに新しいモードが解禁され、ノーマルのヴァンパイアキラー以外にマジシャン、ファイター、シューター、シーフの4つのモードがある。
クリア後の特殊モード
マジシャン
初期のヴァンパイアキラーをクリア後、新しいファイルのネームを「FIREBALL」にして開始する。DSSカードは全て所持しており、MPも多いが、他の属性が低い。
ファイター
マジシャンをクリア後、新しいファイルのネームを「GRADIUS」にして開始する。攻撃力、防御力、HPが高いが、DSSカードは出現しない。
シューター
ファイターをクリア後、新しいファイルのネームを「CROSSBOW」にして開始する。サブウェポンの威力が2倍で、ハートの消費は1/2になっており、成長も高い。通常ナイフをホーミングナイフに強化できる。それ以外の攻撃力は低い。
シーフ
シューターをクリア後、新しいファイルのネームを「DAGGER」にして開始する。全般的なステータスは低いが、LUKだけが異常に高い。

## ストーリー
1830年、オーストリアのはずれの古城で魔王ドラキュラの僕カーミラはドラキュラを復活させようとしていた。10年前にドラキュラを封印したヴァンパイアハンターのモーリス・ボールドウィンはドラキュラの復活を察知し、息子のヒュー・ボールドウィンと10年前の戦いで亡くなった友人、グレーブズ夫妻の遺児、ネイサン・グレーブズを連れて城へ駆けつけた。しかし、時すでに遅く、ドラキュラは復活した後であった。ドラキュラは魔力を完全に取り戻すため、モーリスを捕らえた。そしてヒューとネイサンを悪魔城の地下墓場へ落とすものの、助かった2人は師匠モーリスを助けるため、城内の探索を開始した。

## 登場キャラクター
ネイサン・グレーブズ
本作の主人公でモーリスの弟子のヴァンパイアキラー。モーリスから伝授されたハンターのムチをもって師の救出とドラキュラ討伐のために悪魔城の探索を始める。ネイサンの両親もヴァンパイアキラーだったが、10年前にモーリスとともにドラキュラを封印した際に命を落としている。
ヒュー・ボールドウィン
モーリスの子でネイサンの兄弟子のヴァンパイアキラー。武器は剣。自分に劣る実力のネイサンが後継者に選ばれたことを良く思っていない。父を自分の力だけで助けようと、ネイサンとは別行動してモーリスを助けに悪魔城内を動く。
モーリス・ボールドウィン
10年前にネイサンの両親と共にドラキュラを封印したヴァンパイアキラー。ネイサンとヒューの師匠。ヒューの実父であるが、後継者にネイサンを選びその証としてハンターのムチを渡した。ドラキュラ復活阻止のためネイサンとヒューを連れ悪魔城に乗り込んだが、復活したドラキュラによって囚われる。
ドラキュラ
過去に何度も復活した魔王。魔力を完全に回復させるための生贄としてモーリスを捕らえる。まだ力が不完全ながら復活し、力を完全に取り戻すための儀式の生贄として10年前自分を封印した宿敵モーリスを捕らえ、月が満ちるのを待つ。
カーミラ
ドラキュラのしもべの吸血鬼。魔王ドラキュラの復活を企む。
ネクロマンサー
ドラキュラのしもべのネクロマンサー。モーリスが既に囚われ、月が満ちて儀式の支度ができ次第、ドラキュラの生贄になることをネイサンに告げる。

## 移植版
| No. | タイトル                                                                             | 発売日                                    | 対応機種                                         | 開発元 | 発売元 | メディア                            | 備考                                            | 出典  |
| --- | ------------------------------------------------------------------------------------ | ----------------------------------------- | ------------------------------------------------ | ------ | ------ | ----------------------------------- | ----------------------------------------------- | ----- |
| 1   | 悪魔城ドラキュラ サークル オブ ザ ムーン Castlevania: Circle of the Moon Castlevania | 2014年8月27日 2014年10月9日 2015年1月29日 | Wii U                                            | KDE    | KDE    | ダウンロード (バーチャルコンソール) |                                                 |       |
| 2   | Castlevania Advance Collection                                                       | INT 2021年9月24日                         | Nintendo Switch PlayStation 4 Xbox One PC(Steam) | M2     | KDE    | ダウンロード                        | 収録ソフトのひとつ 日本版、北米版、欧州版を収録 | [ 8 ] |

## 主なスタッフ
- シニアプロデューサー: 汾陽桂太、蛭子悦延
- プロデューサー: Ko-G（堀江浩司）
- プランナー: Ko-G
- メインプログラム: 吉田晃之
- システムプログラム: 堂前嘉樹
- キャラクターデザイン: 藤原千子（三好載克）
- ミュージックコンポーザー: 戸島壮太郎、Hiroshi Mitsuoka

## 関連商品
- 『悪魔城ドラキュラ サークル オブ ザ ムーン 公式ガイド』、KONAMI OFFICIAL GUIDE 公式ガイドシリーズ、コナミ株式会社CP事業部、NTT出版、2001年、ISBN 4757180934。
- 『悪魔城ドラキュラ サークル オブ ザ ムーン パーフェクトガイド』、KONAMI OFFICIAL GUIDE パーフェクトシリーズ、コナミ株式会社CP事業部、新紀元社、2001年、ISBN 4883178757。